# افسانه قرون
La Légende des siècles

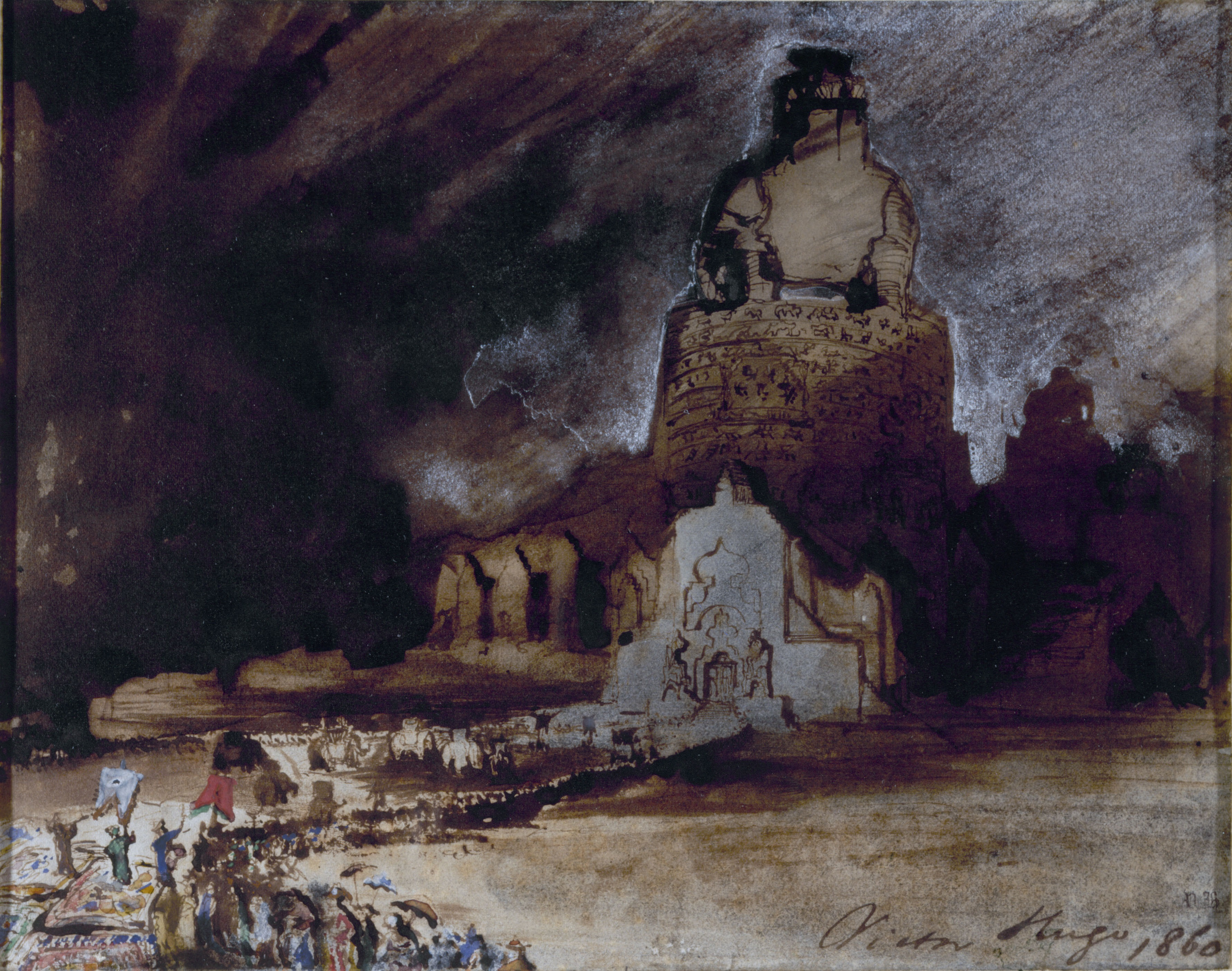
تصویری برگرفته شده از La Légende des siècles

افسانهٔ قرون (فرانسوی: La Légende des siècles‎) مجموعه‌ای از اشعار ویکتور هوگو است، که به عنوان تصویری ممتاز و عالی از تاریخ و تکامل بشریت پنداشته می‌شود. این کتاب قطعات متناوبی بود که میان سال‌های ۱۸۵۵ و ۱۸۷۶ هنگامی‌که هوگو در تبعید روی پروژه‌های متعدد دیگر کار می‌کرد، نوشته شده‌بود. اشعار در سه سری در سال ۱۸۵۹، ۱۸۷۷ و ۱۸۸۳ منتشر شده‌بود.
شاعر رؤیاپرداز به "دیوار قرون" خیره می‌شود، دیواری مبهم و هولناک که صحنه‌هایی از گذشته، حال و آینده بر روی آن نقش بسته است و می‌توان کلّ روند طولانی بشریت را در امتداد آن مشاهده کرد. اشعار این مجموعه، تصاویری از این صحنه‌ها هستند که گذرا درک می‌شوند و با رؤیاهای ترسناکی درهم آمیخته‌اند. هوگو نه در پی دقت تاریخی بود و نه در پی جامعیت؛ همانطور که او در مقدمه سری اول اعلام می کند، "این تاریخ است که در درگاه افسانه استراق سمع می شود." همانطور که او در مقدمه سری اول می‌گوید: "این تاریخ است که در آستانه افسانه شنیده می‌شود." این اشعار که به ترتیب حماسی، غنایی و طنزآمیز هستند، دیدگاهی از تجربه انسانی را ارائه می‌دهند و به جای خلاصه‌سازی، به دنبال تصویرسازی تاریخ بشریت و گواهی بر سفر طولانی آن از تاریکی به سوی نور هستند.

#### منشا و اصل
"افسانه قرون" در ابتدا به عنوان اثری عظیم در حدی که بعداً به آن تبدیل شد ، تلقی نشده بود . بذر اولیه آن در طرحی مبهم با عنوان "حماسه‌های کوچک" ("Petites Epopées ") نهفته بود که در یادداشت‌ها و نوشته‌های هوگو از سال 1848 دیده می‌شود و هیچ نشانه‌ای از جاه‌طلبی عظیم آن را نشان نمی‌دهد.
پس از نوشتن آثاری چون Les Châtiments و Les Contemplations ، ویراستار او، هتزل ( Hetzel) از ارسال پایان شیطان ( La Fin de Satan) و خدا ( Dieu ) که هر دو تقریباً کامل شده بودند، برآشفته و نگران شد. هتزل با دیدن اینکه هوگو آماده است تا مسیر متافیزیکی (یا حتی آخرت شناختی) ترسیم شده توسط تفکرات نهایی را ادامه دهد، از احتمال شکست آنها نزد مردم مضطرب شد و ترجیح داد که "حماسه‌های کوچک" ("Petites Epopées ")  مشهور بماند زیرا احساس می کرد که با روحیه مردم در آن زمان هماهنگی بیشتری دارند. اگرچه این «حماسه‌ها» هنوز طرحی بیش نبودند، هتزل در مارس 1857 به هوگو نوشت و پایان شیطان ( La Fin de Satan) و خدا ( Dieu ) را رد کرده ، اما با اشتیاق و اشتیاق "حماسه‌های کوچک" ("Petites Epopées ")  را پذیرفت.